# Nemophora decisella
Nemophora decisella (лат.) — вид длинноусых молей рода Nemophora (Adelidae). Восточная и Юго-Восточная Азия.

## Распространение
Ареал этого вида чрезвычайно широк — от самого северного российского участка (Хабаровского края) до Юго-Восточной Азии, включая Малайзию и Индонезию, и включает большинство районов центрального и южного Китая. Китай (Хунань, Гуандун, Сычуань, Шэньси, Хубэй, Чжэцзян, Цзянсу, Фуцзянь, Хайнань, Тайвань); Россия, Корея, Мьянма, Таиланд, Индонезия, Малайзия, Бруней и другие страны. Учитывая широкое распространение, этот вид может быть распространён на северо-восток. Из-за широкого географического распространения, относительно большой внутривидовой изменчивости и характерного полового диморфизма этот вид имеет более семи различных видовых названий.

## Описание
От близких видов (N. paradisea) отличается следующими признаками: центральная фасция переднего крыла очень узкая, расположена между 1/3 и 1/2 базальной части; индекс размера глаза у самцов около 6; вершина вальвы гениталий относительно закруглена; саккулюс имеет отчётливый угловой отросток посередине; суспензорий далеко выходит за задний край винкулюма; вершина эдеагуса имеет чрезвычайно изогнутую форму волны. Губной щупик 3-сегментный, короткий или средней длины, с густыми приподнятыми волосками. Максиллярный щупик рудиментарный. Голени передних ног имеют апикальные эпифизы; задние голени покрыты густыми волосками.

## Экология
Этот вид встречается преимущественно летом, с высокими температурами с мая по август, а самые ранние находки могут быть сделаны вплоть до начала февральской весны. Этот вид распространён от низменностей до горных районов на высотах более 2 000 м, а основным местом его обитания являются горные и девственные леса. Однако о растении-хозяине этого вида пока ничего не известно. Во время полевых исследований в заповеднике Вуюньцзе (Wuyunjie Nature Reserve, Хунань) в июне 2019 года наблюдали, что имаго самок этого вида собирают нектар на цветках одного из растений семейства Primulaceae из рода Вербейник (вероятно, L. clethroides Duby), и кладут яйца у основания нераскрывшихся цветочных бутонов. Хотя лабораторное выращивание было неуспешным, биологи считают, что растением-хозяином для яйцекладки и источником нектара для N. decisella должна быть виды рода Lysimachia.